# Джетт, Джеймс
Джеймс Джетт (англ. James Jett; род. 28 декабря 1970, Чарльз-Таун, Западная Виргиния, США) — американский футболист и легкоатлет, специализирующийся на спринте, олимпийский чемпион 1992 года.

## Биография
На Олимпийских играх 1992 года в Барселоне участвовал в эстафете 4 на 100 метров, что помогло команде США завоевать золотую медаль.
С 1993 по 2002 год играл за Лас-Вегас Рэйдерс на позиции принимающего.